# Neomelicharia diversa
Neomelicharia diversa är en insektsart som först beskrevs av Melichar 1902.  Neomelicharia diversa ingår i släktet Neomelicharia och familjen Flatidae. Inga underarter finns listade i Catalogue of Life.